# Marvel Moreno
Marvel Moreno, née à Barranquilla en 1939 et morte à Paris en 1995, était une écrivaine colombienne.

## Biographie
Marvel est la fille de Benjamín Jacobo Moreno et de Berta Abello. Elle est issue d'une famille aisée de Barranquilla, une ville portuaire de la région nord de la Colombie,. À l'âge de 20 ans, sa mère l'encourage à participer à un concours de beauté. Remarquée, elle devient reine du carnaval de Barranquilla, un important festival folklorique du pays et l'un des plus grands carnavals du monde,.
Au début des années 1960, elle a rencontré Alejandro Obregón, un peintre de Colombie, avec qui elle développé une profonde amitié. Par son intermédiaire, elle fait la connaissance d'autres membres d'un groupe d'artistes, connu sous le nom de Groupe de Barranquilla, dont Álvaro Cepeda Samudio, Gabriel García Márquez ainsi que Germán Vargas Cantillo qui deviendra une figure décisive dans sa vie en l'encourageant à écrire.
En 1962, elle épouse son premier mari, l'écrivain et journaliste Plinio Apuleyo Mendoza. Elle s'est remarié vingt ans plus tard. Elle se rend à deux reprises à Paris, d'abord en 1969, où elle commence à écrire et à publier ses premières histoires dans des revues, puis en septembre 1971 : elle y reste alors, rejoignant le groupe d'une revue intitulée Libre et faisant carrière. Elle y meurt en 1995,. 
Dans ses écrits, elle explore le système patriarcal et les modèles qui en découlent : machisme, homophobie, prostitution, violence de genre, etc.. Le public colombien n'a pris réellement connaissance de son œuvre que bien après sa mort, dans les années 2010.

## Publications

### Contes
- Algo tan feo en la vida de una señora bien, 1980
- El encuentro y otros relatos, 1992
- Cuentos completos, 2005

### Romans
- En diciembre llegaban las brisas, 1987, rééditions en 2005 et 2014 .